# Chioggia
Chioggia (venecijanski: Cióxa, latinski: 
Clodia) je ribarski gradić pored Venecije (oko 25 - 50 km), u Venetu. Grad se smjestio se nalazi na južnom ulazu u Venecijansku lagunu na malom istoimenom otoku, i većem Sottomarina, preko kojeg je spojen s kopnom.

## Povijest
Chioggia i Sottomarina nisu bile poznate u antici, iako Plinije usput spominje Chioggiu kao Clodiu. 
Ime grada se mijenjalo, ovisno o povijesnom razdoblju, tako se zvao: Clodia, Cluza, 
Clugia, Chiozza i Chioggia. Jedan od najstarijih dokumenata u 
kojem se navodi ime Chioggia datira iz 6. st., tada je bila grad u sastavu 
Bizanta. Chioggiu je sravnio sa zemljom kralj Pippin iz Italije u 9. stoljeću. 
Potom je grad obnovljen kao naselje solana. U srednjem vijeku postojala su dvije Clugie; Clugia major (Velika Clugia) i Clugia minor (Mala Clugia) pješčana barijera oko 600 m dalje u Jadranskom moru. 
Kao slobodni grad i sjedište biskupije Chioggia je od 1110. godine igrala 
značajnu ulogu u tzv Ratu za Chioggiu između Venecije i Genove. Grad je isprva 1378. godine, osvojila Genova, pa potom u lipnju 1380. godine Venecija. Od tada je Chioggia u sastavu Mletačke Republike.

## Gradske znameniti
Chioggia je Venecija u minijaturi, sa svega par kanala od kojih je najveći kanal Vena, 
i malim uskim uličicama (kaletama, lokalno zvanim calli). Chioggia ima nekoliko 
srednjovjekovnim crkava, koje su sve temeljno rekonstruirane u 16 - 
17. stoljeću za najvećeg prosperiteta grada.
Crkva Svete Marije, izgrađena je u 11. stoljeću, od 1110. je 
katedralna crkva grada, temeljno je preuređena u duhu baroka, 1623. 
godine prema nacrtimaarhitekta Baldassarea 
Longhene.
Crkva sv. Andrije (iz 18. stoljeća) ima zvonik iz 11 -12. stoljeću, to je jedan od najstarijih osmatračkih tornjeva na svijetu. U 
unutrašnjosti crkve nalazi se oltarna slika Raspeće Krista Jacopa Palme Starijeg.

## Kultura
Sve do 19. st, žene iz Chioggie nosile su osebujni tip pregača koji se mogao 
toliko podići da je služio i kao veo. Chioggia je poznata po čipkarstvu, poput obližnjih 
otoka iz lagune Pellestrina i Burana.
Chioggia je poslužila kao idealna scenografija velikom venecijanskom komediografu Carlu Goldoniju za njegove Le baruffe chiozzotte, komedije u kojima su glavni likovi, glasni ribari iz Chioggie, sa svojim svađama i podbadanjima. ( baruffa = svađa, podbadanje, chiozzotte = deminutiv od Chioggia, dakle iz Chioggice).
- Chioggia je bila vrlo dragi motiv, značajnog hrvatskog slikara Emanuela Vidovića, koji je dio svoje mladosti i školovanja proveo u Chioggi.

## Poznati sugrađani
- John Cabot, veliki engleski moreplovac i istraživač iz XV st.
- Rosalba Carriera,venecijanska slikarica, portretistica iz XVII- XVIII st.
- Gioseffo Zarlino, glazbenik i teoretičar i XVI st.

## Gospodarstvo
Ribarstvo je od antike najznačajnija privredna grana u gradu. Ostale važne grane su tekstilna industrija, ciglane i čeličana u Sottomarini.  Chioggia je i značajan turistički 
centar, sa svojih 60 hotela i 17 kampova.
- Chioggia je dobila ime po vrsti maslačka (radiča).

## Vanjske poveznice
- Službene stranice grada
- Sve o Chioggi
- Luka iz Chioggie  Arhivirana inačica izvorne stranice od 17. srpnja 2011. (Wayback Machine)